# Hela (lik)
Hela je izmišljena osebnost, stripovska superzlobnica, ki se pojavlja v stripih ameriške založbe Marvel. Ustvarila sta jo risarja Stan Lee in Jack Kirby, prvič pa se je pojavila v stripu Journey into Mystery #102 (marec 1964). Je asgardska boginja smrti, ki služi kot vladarica Hela in Niflheima. Hela je pogosto prikazana kot velika nasprotnica Thora.   
Hela se je pojavila v filmu Thor: Ragnarok, kjer jo je upodobila igralka Cate Blanchett.